# Security Token Offering
Security Token Offering（セキュリティ・トークン・オファリング、略称: STO）は、株式、社債、ファンド持分、不動産投資信託（REIT）などの各種の証券（セキュリティ）をブロックチェーン上でトークンとして発行することであり、当該セキュリティトークンを発行することによって、資金調達を行う行為である。

## 概要
STOは証券と同様の法規制（金融商品取引法等）に準拠することで、投資家保護やコンプライアンス保証を前提としてトークンの発行/取引に伴う資金調達が行われる。
また、セキュリティトークン（電子記録移転権利）とは資産の裏付けがなされた有価証券をブロックチェーンを用いてデジタル化したものであり、投資家はこれまでの伝統的な有価証券と同様、投資家の地位、所有権、配当を受ける権利等を有することをデジタル上で証明することが可能となる。法規制に準拠し、インターネットなどのデジタル上で募集が行われ、伝統的な株式公開やファンド出資の募集に比べて、簡易・迅速な手続きで資金調達ができることが狙いとされる。

## 技術的に期待されるメリット
- 発行・流通プロセスの簡易化: ブローカー・ディーラー業務やコンプライアンス遵守などをスマートコントラクトやトークン規格を用いて自動化できる。
- 市場障壁の排除: 市場の24時間化や、国・地域で隔てられた市場を統合できる。
- 所有権の細分化: 不動産物件などの資産の所有権を細分化して取引できる。
- 取引コストの低減: デジタル上でより多くの投資家から資金調達しやすくなる一方、投資家にとっても取引上のコストを低く抑えることができる。
- 高い透明性: ブロックチェーン上でプログラム可能であるスマートコントラクトによって、より透明性の高い証券取引が行える。

## ICOとの違い
ICOと異なり、STOは投資契約の効力を持っている。伝統的な金融商品であれば、所有権は書面上で確認することができるが、STOの場合はブロックチェーン上のデータと照合し所有権を証明することができる。金融商品取引法等の証券関連の法規制に準拠した形で取引されることが前提であり、ICOとは異なり投資家保護が担保される。STOは、証券投資性が明確に認められるものであり、投資家は法定通貨ないし仮想通貨（暗号資産）を投資（注：仮想通貨の場合は現物出資）して、企業や事業の収益等から収益分配などのいわゆる配当を受けるものである。